# Hualian (powiat)
Hualian (chiń. 花蓮縣; pinyin Huālián Xiàn; pe̍h-ōe-jī Hoa-liân-kōan) – powiat we wschodniej części Tajwanu. W 2010 roku liczył 338 805 mieszkańców. Siedzibą powiatu jest miasto Hualian.

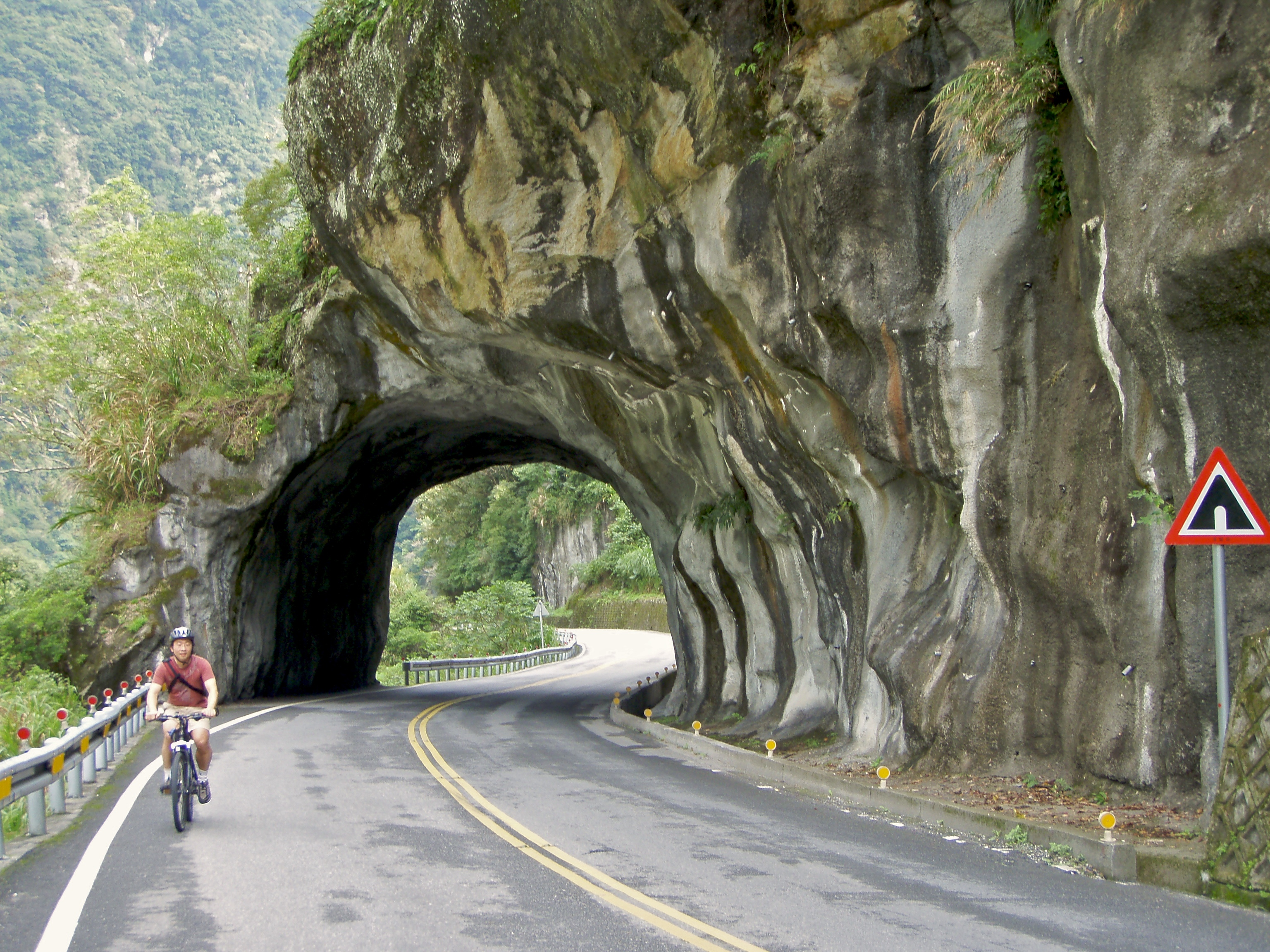
Park Narodowy Taroko

Symbole powiatu:
- drzewo: figowiec pagodowy
- kwiat: lotos orzechodajny
- ptak: wilga pąsowa

## Podział administracyjny

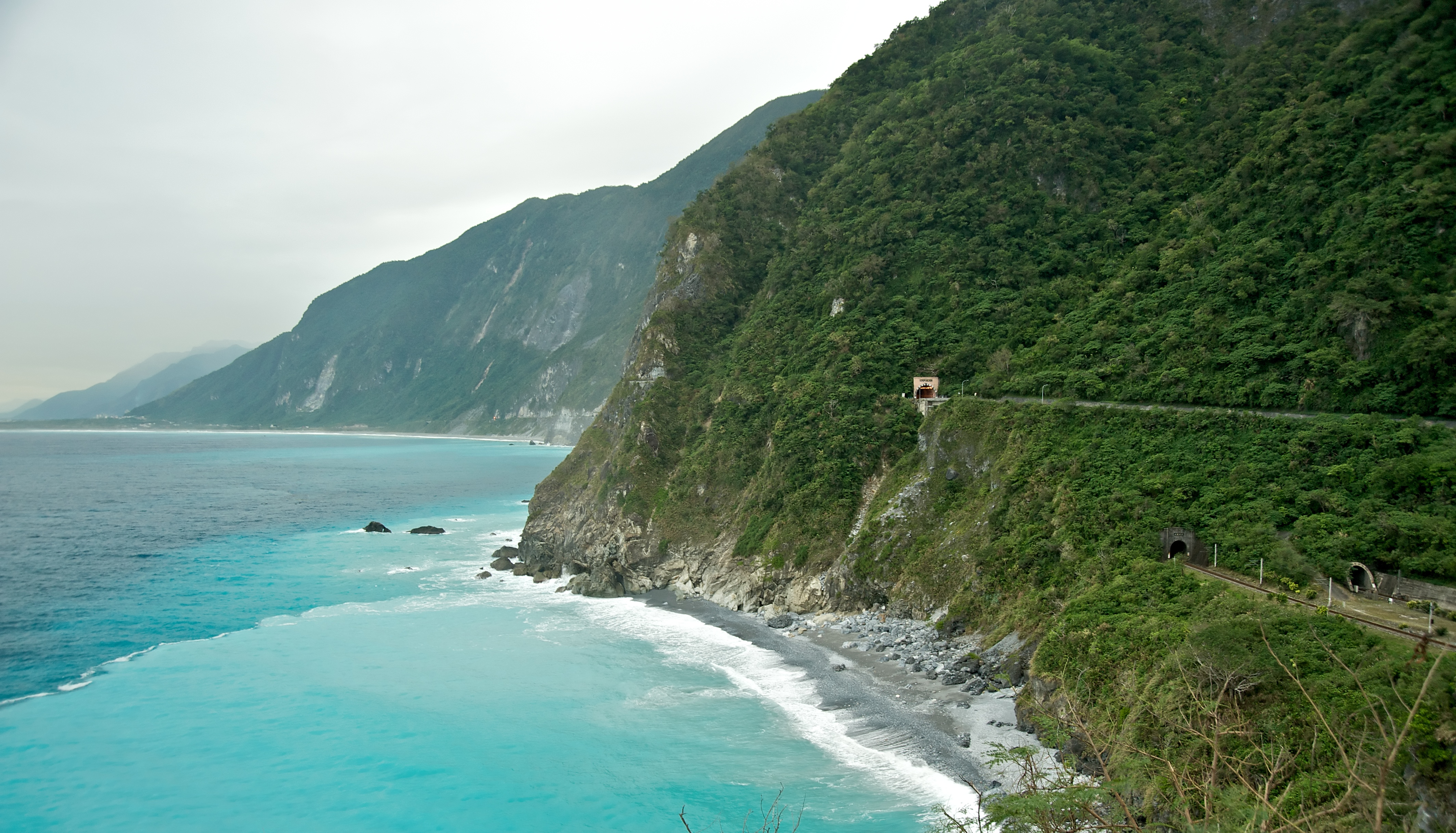
Wybrzeże Pacyfiku

Powiat Hualian dzieli się na jedno miasto, dwie gminy miejskie i dziesięć gmin:
| Nazwa          | Chiński | Populacja (2010) | Powierzchnia (km²) |
| -------------- | ------- | ---------------- | ------------------ |
| Miasta         |         |                  |                    |
| Hualian        | 花蓮市  | 109 251          | 29,4095            |
| Gminy miejskie |         |                  |                    |
| Fenglin        | 鳳林鎮  | 11 957           | 120,5181           |
| Yuli           | 玉里鎮  | 26 879           | 252,3719           |
| Gminy          |         |                  |                    |
| Fengbin        | 豐濱鄉  | 5065             | 162,4332           |
| Fuli           | 富里鄉  | 11 667           | 176,3705           |
| Guangfu        | 光復鄉  | 14 120           | 157,11             |
| Ji’an          | 吉安鄉  | 79 688           | 65,2582            |
| Ruisui         | 瑞穗鄉  | 12 863           | 135,5862           |
| Shoufeng       | 壽豐鄉  | 18 660           | 218,4448           |
| Wanrong        | 萬榮鄉  | 6856             | 618,491            |
| Xincheng       | 新城鄉  | 20 206           | 29,4095            |
| Xiulin         | 秀林鄉  | 15 244           | 1641,8555          |
| Zhuoxi         | 卓溪鄉  | 6349             | 1021,313           |